# Василиос Гонис
Василиос Гонис (на гръцки: Βασίλειος Γκιώνης) е гръцки духовник и революционер, деец на гръцката въоръжена пропаганда в Македония от края на XIX и началото на XX век и водеща фигура на въстанието в Корча по време на Епирската борба през пролетта на 1914 година.

## Биография
Роден е село Лабово (днес Лабова е Маде) в Северен Епир. Завършва богословското училище на Янинския остров в 1900 година. Жени се в Янина. Взима участие в така наречената Македонска борба. След края на Балканските войни и присъединяването на Северен Епир към новосъздадена Албания, участва в Епирската борба за сецесия и присъединяване към Гърция. Като дякон в Корча е един от водачите на революционното движение, избухнало в града няколко дни след създаването на албанската жандармерия. С избухването на въстанието в Корча той става началник на района на катедралата „Свети Георги“ и отбъсва няколко албански атаки. Два часа след споразумението за прекратяване на огъня е убит от албанци, което води до възобновяване на сблъсъците в града.